# Witold Nowak (filozof)
Witold Marek Nowak (ur. 1969) – polski filozof, specjalizujący się w antropologii filozoficznej, antropologii kulturowej, filozofii historii oraz filozofii kultury; nauczyciel akademicki związany z uczelniami w Rzeszowie i Sanoku.

## Życiorys
Po ukończeniu kolejno szkoły podstawowej i średniej oraz pomyślnie zdanym egzaminie maturalnym podjął studia z zakresu filozofii, które ukończył magisterium. Następnie kontynuował dalsze kształcenie się w ramach studiów doktoranckich. W 1999 roku na Wydziale Filozofii Katolickiego Uniwersytetu Lubelskiego uzyskał stopień naukowy doktora nauk humanistycznych w zakresie filozofii na podstawie pracy pt. Robina George'a Collingwooda krytyczna historia filozofii, której promotorem był ks. prof. Józef Herbut. Z kolei w 2009 roku Rada Wydziału Humanistycznego Uniwersytetu Mikołaja Kopernika w Toruniu nadała mu stopień doktora habilitowanego nauk humanistycznych w zakresie filozofii o specjalności filozofia kultury na podstawie rozprawy nt. Spór o nowoczesność w poglądach Charlesa Taylora i Alasdaira MacIntyre’a. Analiza krytyczna.
Zawodowo przez wiele lat związany był z Instytutem Socjologii Uniwersytetu Rzeszowskiego, gdzie przeszedł przez wszystkie szczeble kariery zawodowej od asystenta, przez adiunkta po stanowisko profesora nadzwyczajnego. Aktualnie pracuje w Zakładzie Kulturoznawstwa w Instytucie Historii. Poza tym zatrudniony jest także w Państwowej Wyższej Szkole Zawodowej im. Jana Grodka w Sanoku, gdzie prowadzi zajęcia w Zakładzie Pracy Socjalnej w Instytucie Humanistyczno-Artystycznym.

## Dorobek naukowy
Zainteresowania naukowe Witolda Nowaka koncentrują się wokół zagadnień związanych z filozofią kultury. Był on uczestnikiem wielu konferencji oraz szkoleń. Jest autorem szeregu artykułów naukowych i pozycji książkowych, w których porusza między innymi kwestie z zakresu antropologii kulturowej. Do najważniejszych jego publikacji należą:
- Robina G. Collingwooda filozofia historii, Lublin 2002.
- Tożsamość indywidualna i zbiorowa. Szkice filozoficzne, Rzeszów 2004.
- Spór o nowoczesność w poglądach Charlesa Taylora i Alasdaira MacIntyre'a. Analiza krytyczna, Rzeszów 2008.
- Wspólnota i wspólnotowość w filozofii dawnej i współczesnej, Rzeszów 2010.
- Rozum, świat, zaangażowanie, Rzeszów 2012.